# Johan Sigismund von Mösting
Johan Sigismund von Mösting (1759-1843) fue un banquero y ministro de finanzas danés. Interesado en la difusión de la astronomía, intervino en la fundación de la revista Astronomische Nachrichten.

## Semblanza

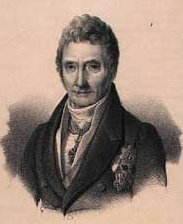
Johan Sigismund von Mösting

Mösting tuvo una educación esmerada. Estudió jurisprudencia en Copenhague y en 1813 se convirtió en director del Reichsbank Danés. Subsecuentemente sirvió como ministro de finanzas de Dinamarca hasta 1831, presidente de la cámara de comercio y primer ministro de los reyes daneses. En 1838 sirvió como director de la biblioteca del rey.
Ayudó a promover el interés en la astronomía y fue una figura importante en la fundación de la revista científica Astronomische Nachrichten.

## Eponimia
- En 1935 la UAI decidió en su honor llamarle Mösting a un astroblema lunar localizado al sureste del borde del Mare Insularum.[1]